# 格利泽3021
格利泽3021是水蛇座中一个距离地球大约57光年的双星系统。 
这个系统中可见的那颗恒星被视为类太阳恒星。截止2000年，已经确认有一颗太阳系外行星围绕它公转。这颗恒星引人注目之处在于它与太阳相当相似并且离太阳较近，最重要的是它拥有太阳系外行星。

## 恒星成分
作为一颗临近的类似于太阳的恒星，格利泽3021的深入研究开始于上一个十年，特别是它的亚恒星伴星发现之后。它目前的年龄大约有8亿岁，但是用不同方法进行估计的结果从1.5亿年到88亿年不等。这颗恒星的含铁量比太阳高，色球层更活跃，自转也比太阳更快。第二颗恒星格利泽3021B是一颗M4型红矮星，与格利泽3021A相距大约68天文单位。

## 行星系
2000年时天文学家宣布发现了类木行星格利泽3021b，它在距离格利泽3021A大约0.5天文单位的轨道上运转，质量至少为木星的3.37倍。这些数据是由恒星径向速度的变化来确定的。2001年出版的一篇论文提出，通常使用径向速度法难以测出太阳系外行星的轨道倾角，因此这个质量数据可能被严重低估。天体测量学得出的轨道倾角为11.8°，而质量为木星的11倍，这表明它可能是一颗褐矮星。然而，稍后的分析表明依巴谷卫星的灵敏度不够高，不足以准确测定亚恒星伴星的轨道参数，也就是说，此行星的轨道倾角和质量仍是未知的。
| 成員 (依恆星距離) | 质量     | 半長軸 (AU) | 轨道周期 (天) | 離心率        | 傾角 | 半径 |
| ----------------- | -------- | ----------- | ------------- | ------------- | ---- | ---- |
| b                 | >3.37 MJ | 0.49        | 133.71 ± 0.20 | 0.511 ± 0.017 | —    | —    |